# Comuna Korșaciîna, Bilopillea
Korșaciîna (în ucraineană Коршачина) este o comună în raionul Bilopillea, regiunea Sumî, Ucraina, formată din satele Korșaciîna (reședința), Sîneak și Zelene.

## Demografie
Componența lingvistică a comunei Korșaciîna
     Ucraineană (95,05%)
     Rusă (4,38%)
Conform recensământului din 2001, majoritatea populației comunei Korșaciîna era vorbitoare de ucraineană (95,05%), existând în minoritate și vorbitori de rusă (4,38%).